# Saint-Damase-de-L'Islet
Pour les articles homonymes, voir Saint-Damase et L'Islet.
Saint-Damase-de-L'Islet est une municipalité canadienne du Québec située dans la municipalité régionale de comté de L'Islet et la région administrative de Chaudière-Appalaches.

## Toponymie
Elle est nommée en l'honneur du Pape Damase Ier et du pionnier Damase Ouellet (1826-1908).

## Histoire
Bien que le territoire de Saint-Damase-de-l'Islet ait fait partie du territoire de l'ancienne seigneurie des Aulnaies à l'époque de la Nouvelle-France, son nom actuel rappelle la seigneurie voisine de l'Islet, concédée en 1677 à Geneviève Couillard (1660-1720) par Frontenac, gouverneur général de la Nouvelle-France. Le nom provient de îlet, soit "rocher entouré d'eau" ou "petite île".
En 1880, y est fondée une mission catholique nommée ""Mission du Cinquième-Rang", qui deviendra Saint-Damase-des-Aulnaies en 1889, lors de la fondation de la paroisse, dont l'érection canonique aura lieu en 1924. Damase Ouellet (1826-1908) fut en effet l'un des pionniers de la région. Son frère, Pierre Ouellet (1827-1922) avait offert le gîte au prêtre local pour y célébrer la messe entre 1880 à 1885. Le nom de Damase fut cependant préféré puisqu'il était l'aîné et qu'un village voisin se nommait déjà Saint-Pierre-de-la-rivière-du-sud.
Saint-Damase-des-Aulnaies, lorsqu'elle fut formée en municipalité en 1898, prit le nom de "Municipalité du canton d'Ashford", rappelant ainsi le nom d'une ville britannique. En 1955, le nom de la municipalité fut changé pour celui de Saint-Damase-de-l'Islet afin à la fois de rappeler l'histoire de la paroisse et l'appartenance à la municipalité régionale de comté (MRC) de L'Islet.
Comme de nombreux villages et villes québécoises, Saint-Damase-de-l'Islet a son festival local : on y célèbre aujourd'hui annuellement un festival du poulet.

### Chronologie
- 9 novembre 1898 : Érection de la municipalité du canton d'Ashford.
- 31 décembre 1955 : La "municipalité du canton d'Ashford" devient la "municipalité de Saint-Damase-de-L'Islet".

## Géographie
Cette municipalité est située à proximité de la rive-sud de l'estuaire moyen du Saint-Laurent, dans le secteur de la Côte-du-Sud, entre Saint-Cyrille-de-Lessard, au sud-ouest, et Saint-Onésime-d'Ixworth, à l'est. Le village de Saint-Jean-Port-Joli, à l'ouest, est situé à proximité.

### Hydrographie
Plusieurs rivières y coulent, la rivière Ouelle traverse l'est de la municipalité du sud au nord, la rivière Trois Saumons Est serpente vers la limite ouest, la rivière Pinguet coule entièrement dans la municipalité du lac Pinguet vers sa confluence, à l'ouest, avec la rivière Port Joli qui a sa source au nord. La rivière Damnée coule de sa source, au sud du lac Trois Saumons, vers l'est où elle conflue avec la rivière Ouelle.

## Démographie
| 1996 | 2001 | 2006 | 2011 | 2016 | 2021 |
| ---- | ---- | ---- | ---- | ---- | ---- |
| 630  | 627  | 593  | 591  | 552  | 563  |

## Administration
Les élections municipales se font en bloc pour le maire et les six conseillers.
| Saint-Damase-de-L'Islet Maires depuis 2001                                                                           |                                |                                            |          |
| Élection | Maire                          | Qualité                                    | Résultat |
| 2001 | Jacques Bélanger               |                                            | Voir     |
| 2005 | Paulette Lord                  |                                            | Voir     |
| 2009 | Paulette Lord                  | Voir                                       |          |
| 2013 | Paulette Lord                  | Voir                                       |          |
| 2017 | Aucune candidature à la mairie | Paulette Lord assure l'intérim à la mairie | Voir     |
| 2018 | Anne Caron                     |                                            | Voir     |
| 2021 | Anne Caron                     | Voir                                       |          |
| Élection partielle en italique Depuis 2005, les élections sont simultanées dans toutes les municipalités québécoises |                                |                                            |          |

## Constructions notables
- En 1972, à Saint-Damase-De-L'Islet, une résidence au style futuriste a été bâtie par l'architecte Jacques de Blois pour un membre de la famille Bombardier. La maison fut construire autour du concept de la motoneige[6].